# Amtsbezirk Biel
Der Amtsbezirk Biel (französisch District de Bienne) war bis zum 31. Dezember 2009 eine zweisprachige Verwaltungseinheit (60 % deutschsprachig, 40 % französischsprachig) mit Hauptort Biel/Bienne im Schweizer Kanton Bern. Der Amtsbezirk umfasste zwei Gemeinden und hatte 52'412 Einwohner (Stand 31. Dezember 2008) auf 24,89 km².

## Gemeinden
| Wappen      | Fahne       | Name der Gemeinde | Einwohner (31. Dez. 2008) | Fläche in km² | Einwohner pro km² |
| ----------- | ----------- | ----------------- | ------------------------- | ------------- | ----------------- |
| Biel/Bienne | Biel/Bienne | Biel/Bienne       | 50'013                    | 21,19         | 2'360             |
| Evilard     | Evilard     | Evilard           | 2'399                     | 3,70          | 648               |
| Total (2)   | Total (2)   | Total (2)         | 52'412                    | 24,89         | 2106              |

## Veränderungen im Gemeindebestand

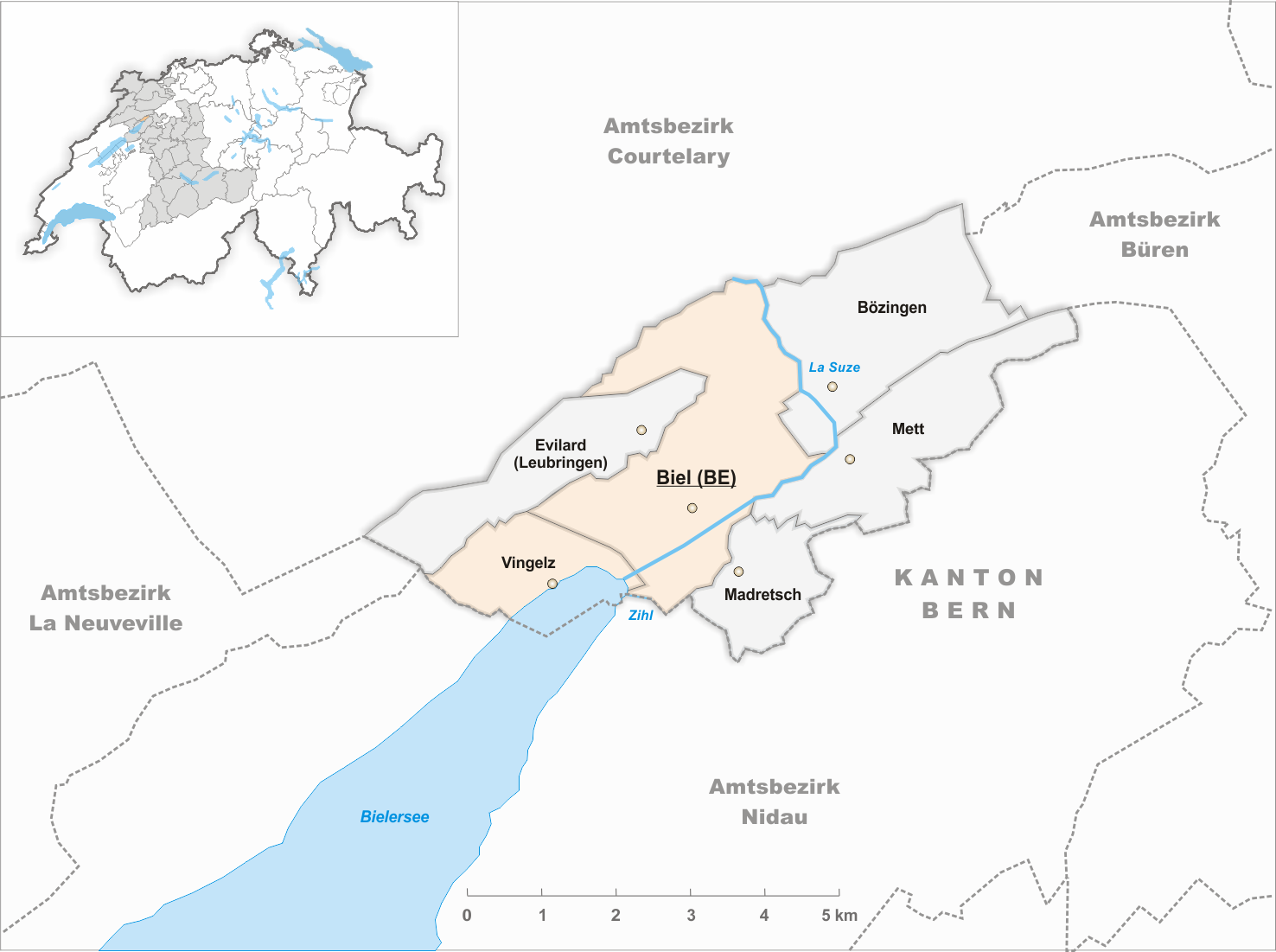
Gemeinden bis 1899
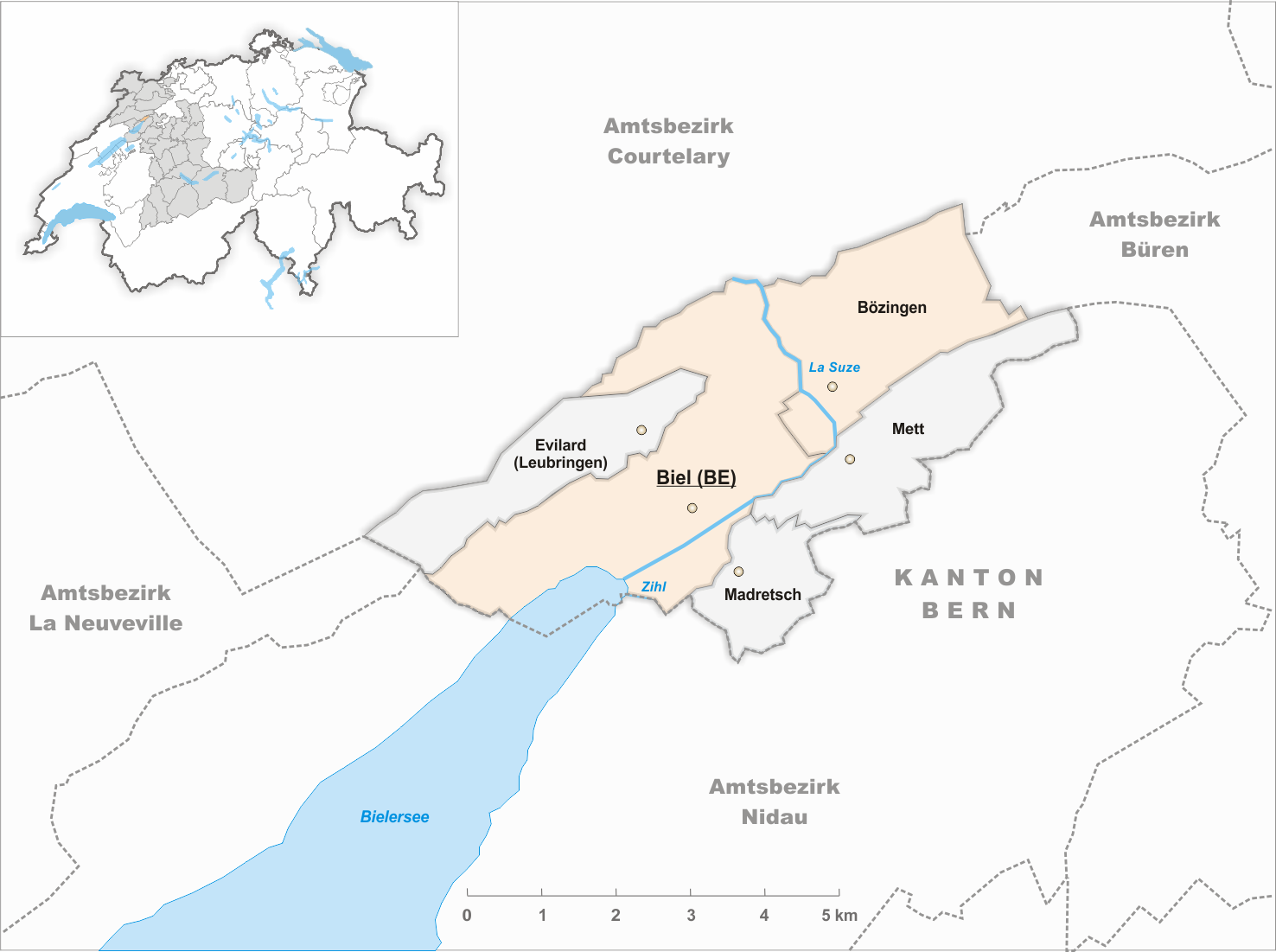
Gemeinden bis 1916
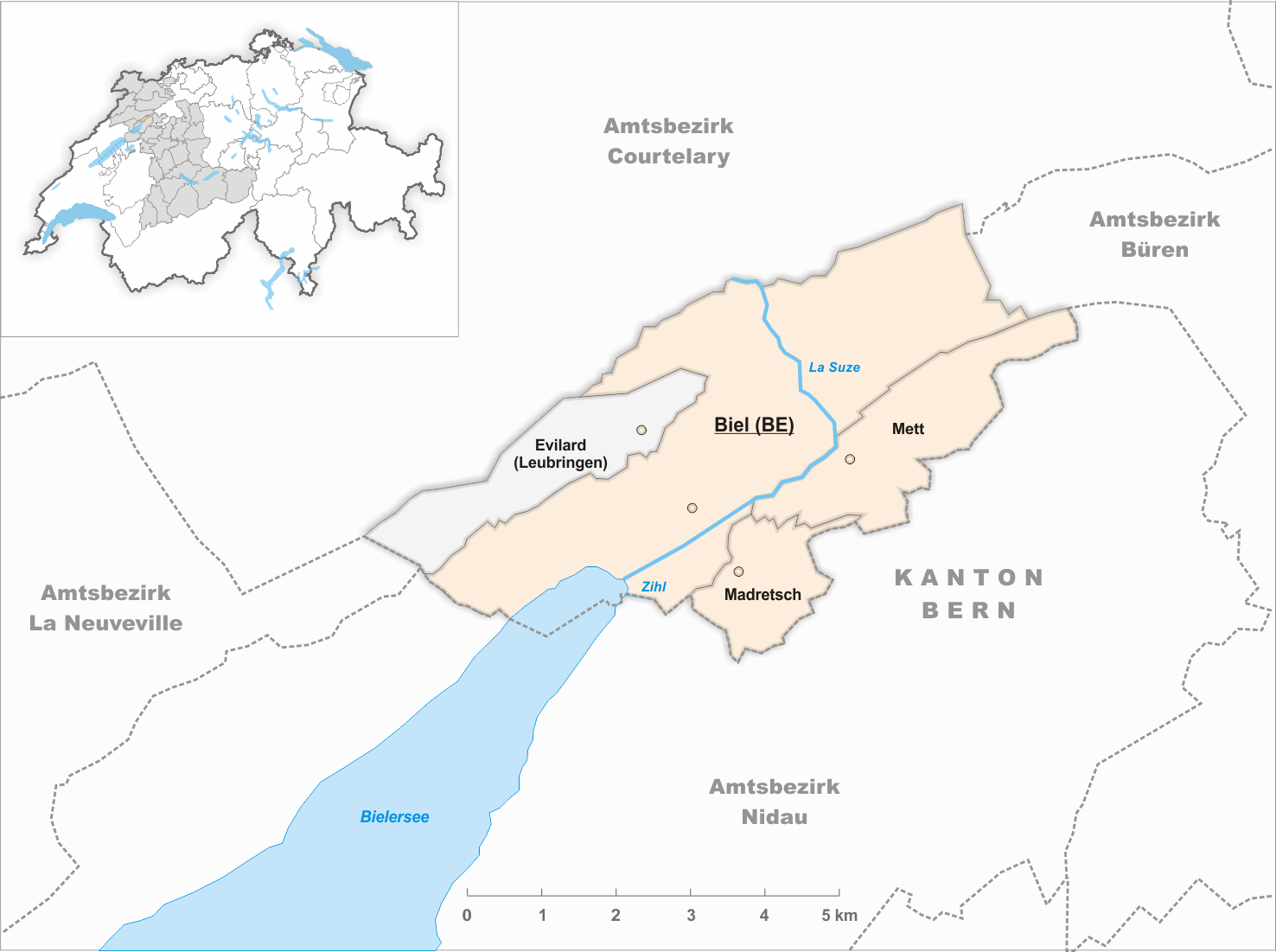
Gemeinden bis 1919
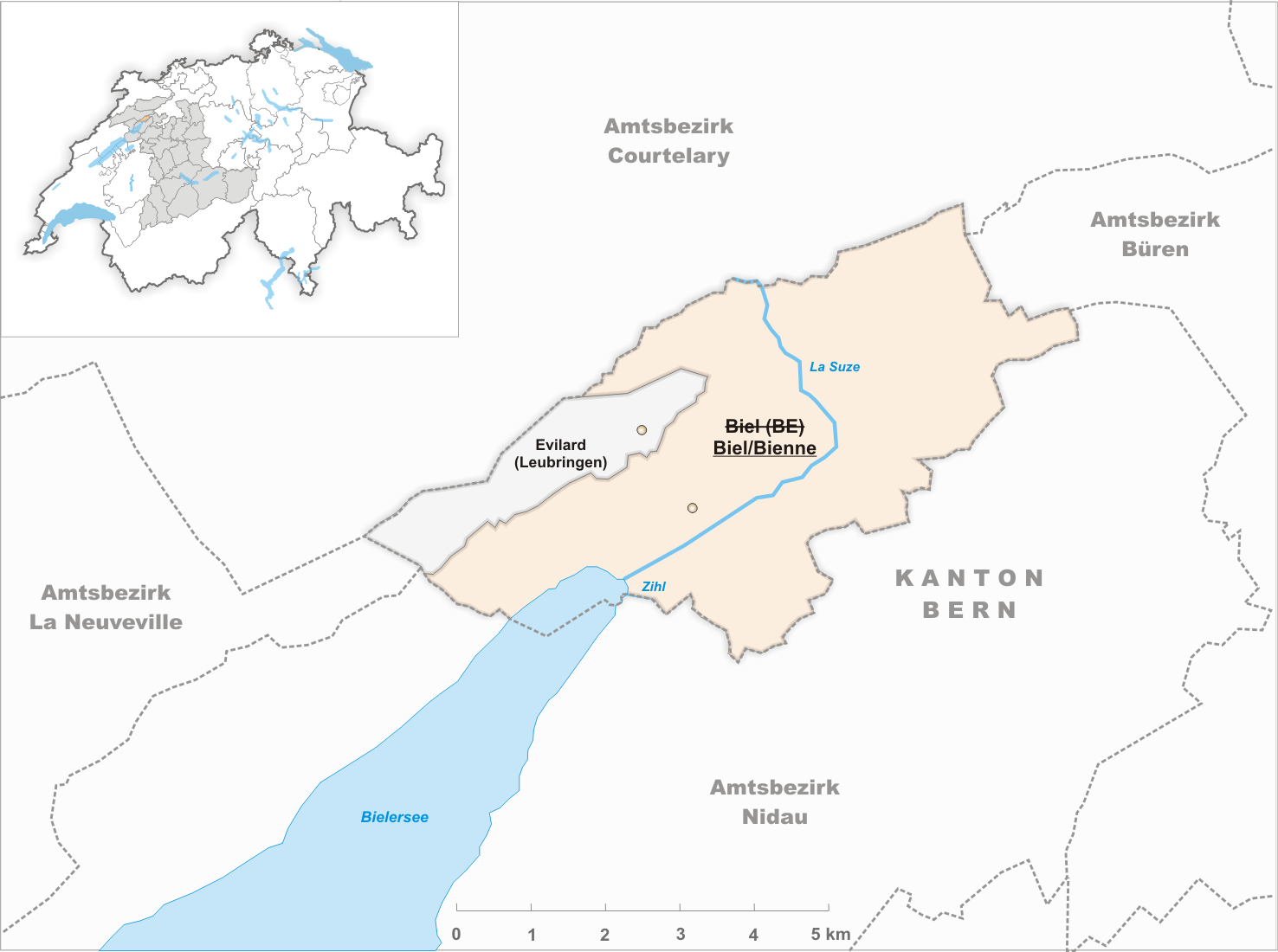
Gemeinden bis 2004
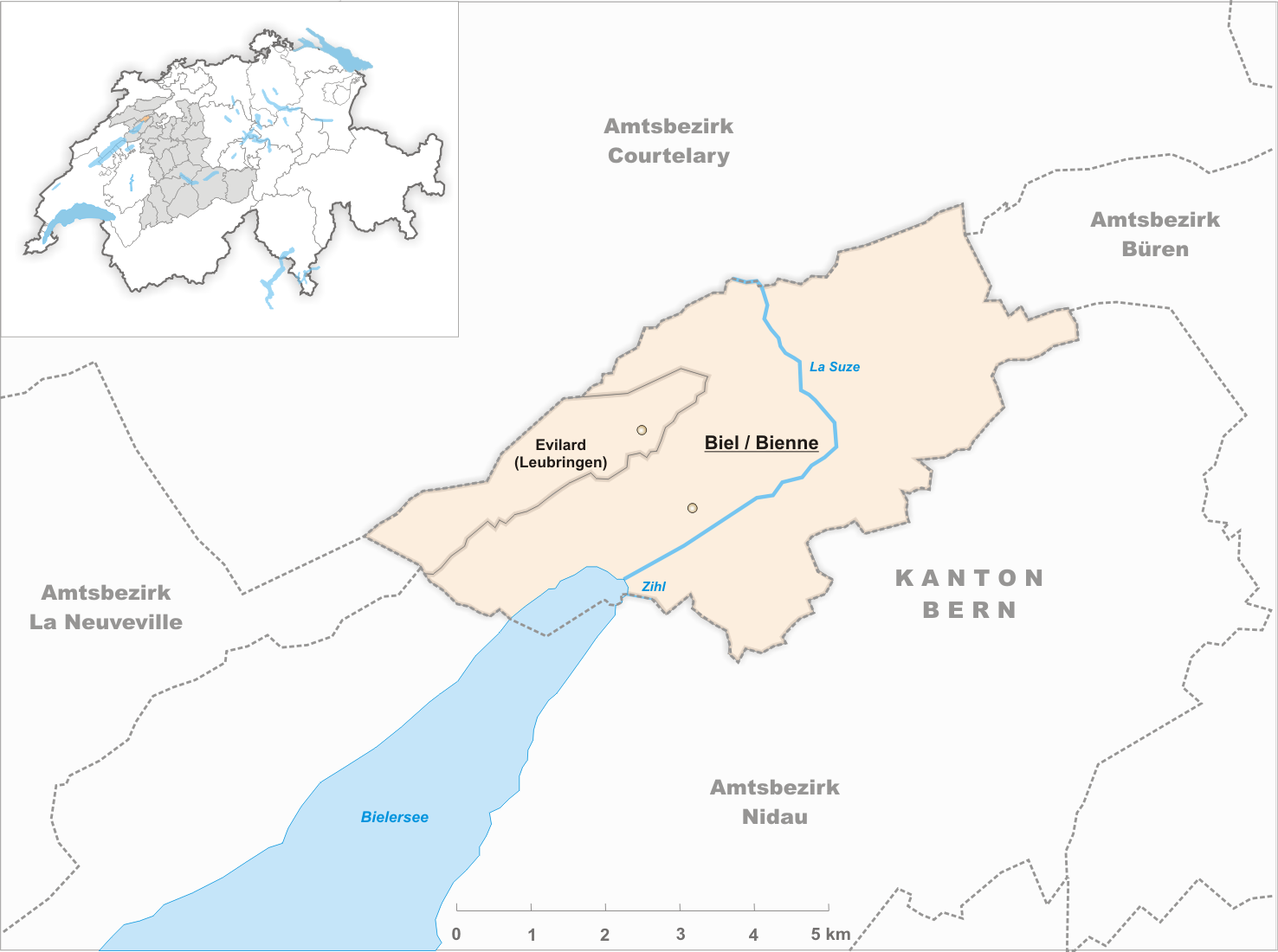
Gemeinden bis 2009

- 1900: Fusion Biel (BE) und Vingelz → Biel (BE)
- 1917: Fusion Biel (BE) und Bözingen → Biel (BE)
- 1920: Fusion Biel (BE), Madretsch und Mett → Biel (BE)
- 2005: Namensänderung von Biel (BE) → Biel/Bienne
- 2010: Bezirkswechsel Biel/Bienne und Evilard vom Amtsbezirk Biel → Verwaltungskreis Biel/Bienne

Auch nach der Auflösung besteht der Conseil des affaires francophones du district bilingue de Bienne weiter.